# Brokeback Mountain (opera)
Brokeback Mountain è un'opera lirica del compositore statunitense Charles Wuorinen. L'opera, su libretto di Annie Proulx, debuttò al Teatro Real di Madrid il 28 gennaio 2014. Proulx è autrice non solo del libretto, ma anche del racconto da cui è tratto: Gente del Wyoming (1998), già reso celebre dal film di Ang Lee I segreti di Brokeback Mountain (2005).

## Genesi dell'opera
Il compositore Premio Pulitzer Charles Wuorinen vide il film di Ang Lee nel 2007 e fu colpito dalla storia, che si prestava ad un adattamento operistico. Contatto dunque la Proulx per chiedere il permesso di adattare il racconto in un'opera lirica e la scrittrice non solo accettò, ma si offrì anche di scriverne il libretto. Gerard Mortier, direttore artistico della New York City Opera, commissionò il lavoro per il suo teatro, ma dopo aver lasciato bruscamente l'incarico nel 2008 il progetto di Wourinen e Proulx fu temporaneamente accantonato. Poco dopo i due autori furono contattati dal Teatro Real di Madrid, che commissionò l'opera. Wuorinen e Proulx lavorarono su Brokeback Mountain dall'agosto 2008 al febbraio 2012.

## Organico orchestrale
La partitura di Wuorinen prevede l'utilizzo di
- 1 ottavino, 2 flauti, 2 oboi, 2 clarinetti, 2 fagotti, 2 controfagotti
- 4 corni, 2 trombe, 2 tromboni, 1 tuba
- timpani, 1 xilofono, 1 vibrafono, 1 marimba, 1 grancassa, 1 batteria, 1 güiro, 1 arpa, 1 pianoforte
- archi

## DVD
| Anno | Cast (Ennis del Mar, Jack Twist, Aguirre, Alma Beers, Mrs. Beers, Mrs. Twist, Mrs. Twist)                           | Direttore   | Etichetta          |
| ---- | --- | ----------- | ------------------ |
| 2015 | Daniel Okulitch, Tom Randle, Ethan Herschenfeld, Heather Buck, Celia Alcedo, Jane Henschel, Hannah Esther Minutillo | Titus Engel | Bel Air Classiques |